# Erannis eutaeniaria
Erannis eutaeniaria är en fjärilsart som beskrevs av Karl Schawerda 1916. Erannis eutaeniaria ingår i släktet Erannis och familjen mätare. Inga underarter finns listade i Catalogue of Life.